# まぶさび
まぶさびとは、篠原資明が「まぶしさ」と「さびしさ」を掛けあわせて作った造語。美的理念とともに宗教的理念をさす言葉である。美的理念としては、とりわけ20世紀以降にはぐくまれ顕在化してきた「透きとおり」の美学と「まばゆさ」の美学を、日本古来のさびの境地で受けとめようとする一方で、宗教的理念としては、一種の即身成仏を目ざそうとする。この即身成仏は、具体的には、「まぶしさの、さびしさに、ふりそそぐ」という滝見立てを基本とする「まぶさび行」によって行なわれる。この光の滝を手のひらに受けとめ、「まぶしさの、さびしさに、ふりそそぐ」と唱え、この滝を観想する、という身口意の三密からなる行、それが「まぶさび行」である。この「まぶさびの滝」は、密教の月輪観から発想されている。
「まぶさび行」は、「まぶさび知」という哲学的立場によって裏打ちされていることを見逃してはなるまい。海から生まれて空にいたろうとする生命は、まさに空と海のあいだで進化したものといえる。この生命のありようを、天上的存在に身を置きつつ、さびしもうとする。「まぶさびの滝」とは、このさびしみを形象化しようとしたものにほかならない。その意味で、「まぶさび知」とは、「そらうみ間」の哲学を意味するともいえる。
日本美学の新しいカテゴリーとして、国際的にも注目され、UCLAのマイケル・F・マルラ教授は、ポストモダンさび、と呼んでいる（Michael F. Marra, 2010）。